# Lajeado do Bugre
Lajeado do Bugre is een gemeente in de Braziliaanse deelstaat Rio Grande do Sul. De gemeente telt 2.647 inwoners (schatting 2009).